# IC 2685
IC 2685 је појединачна звијезда у сазвјежђу Лав која се налази на листи објеката дубоког неба у Индекс каталогу.
Деклинација објекта је + 10° 5' 41" а ректасцензија 11h 17m 0,1s.